# Île Carlisle
L'île Carlisle (en russe : Карлайл) est une île du groupe des îles des Quatre-Montagnes en Alaska (États-Unis).
D'un diamètre de 6,9 km, l'île est dominée par un stratovolcan homonyme s'élevant à 1 620 m d'altitude.